# Eskort västerut
Eskort västerut (La caravane) är ett Lucky Luke-album från 1964. Det är det 24:e albumet i ordningen, och har nummer 22 i den svenska utgivningen. 

## Handling
En karavan med nybyggare på väg till Kalifornien anländer till Nothing Gulch. Karavanens guide, Frank Malone, försöker pressa nybyggarna på ytterligare pengar för att föra dem vidare, men efter viss övertalning accepterar Luke att ta Malones plats. Resan från Texas till den amerikanska västkusten visar sig dock bli mer strapatsrik än vad någon anat.

## Svensk utgivning
- Morris; Goscinny, René, (översättare: Jerk Sander) (1976). Eskort västerut. Lucky Lukes äventyr: 22. Stockholm: Albert Bonniers förlag. Libris 7145107. ISBN 91-0-041245-7
- Andra upplagan, 1980, Bonniers Juniorförlag. ISBN 91-48-41245-7
- I Lucky Luke – Den kompletta samlingen ingår albumet i "Lucky Luke 1962-1964". Libris 9815658. ISBN 91-7134-023-8
- Den svenska utgåvan trycktes även som nummer 81b i Tintins äventyrsklubb (1990). Libris 7674099. ISBN 91-7904-266-X